# 白花松潘乌头
白花松潘乌头（学名：Aconitum sungpanense var. leucanthum）为毛茛科乌头属下的一个变种。

## 扩展阅读
- 維基物種上的相關：白花松潘乌头